# Super Bowl XXXIX
A Super Bowl XXXIX a 2004-es National Football League bajnoki szezon döntője volt. A mérkőzést a Jacksonville-i ALLTEL Stadiumban, Floridában játszották 2005. február 6-án.

## A mérkőzés
A mérkőzést 24–21-re a New England Patriots nyerte. A legértékesebb játékos a Patriots elkapója, Deion Branch lett.
| N | Idő   | Drive | Drive | Drive     | Csapat   | Play leírása                                                                              | Pont     | Pont   |
| N | Idő   | Play  | Yard  | Időtartam | Csapat   | Play leírása                                                                              | Patriots | Eagles |
| - | ----- | ----- | ----- | --------- | -------- | ----------------------------------------------------------------------------------------- | -------- | ------ |
| 2 | 9:55  | 9     | 81    | 4:36      | Eagles   | Touchdown. L. J. Smith 6 yardos átadás Donovan McNabb-től, David Akers jutalomrúgás.      | 0        | 7      |
| 2 | 1:10  | 7     | 37    | 3:15      | Patriots | Touchdown. David Givens 4 yardos átadás Tom Brady-től, Adam Vinatieri jutalomrúgás.       | 7        | 7      |
| 3 | 11:04 | 9     | 69    | 3:56      | Patriots | Touchdown. Mike Vrabel 2 yardos átadás Tom Brady-től, Adam Vinatieri jutalomrúgás.        | 14       | 7      |
| 3 | 3:35  | 10    | 74    | 4:17      | Eagles   | Touchdown. Brian Westbrook 10 yardos átadás Donovan McNabb-től, David Akers jutalomrúgás. | 14       | 14     |
| 4 | 13:44 | 9     | 66    | 4:51      | Patriots | Touchdown. Corey Dillon 2 yardos futás, Adam Vinatieri jutalomrúgás.                      | 21       | 14     |
| 4 | 8:40  | 8     | 43    | 3:49      | Patriots | Mezőnygól. Adam Vinatieri 22 yardról.                                                     | 24       | 14     |
| 4 | 1:48  | 13    | 79    | 3:52      | Eagles   | Touchdown. Greg Lewis 30 yardos átadás Donovan McNabb-től, David Akers jutalomrúgás.      | 24       | 21     |